# Maripa densiflora
Maripa densiflora är en vindeväxtart som beskrevs av George Bentham. Maripa densiflora ingår i släktet Maripa och familjen vindeväxter. Inga underarter finns listade i Catalogue of Life.